# Бестужевское сельское поселение
Бестужевское се́льское поселе́ние или муниципальное образование «Бестужевское» — упразднённое муниципальное образование со статусом сельского поселения в составе Устьянского муниципального района Архангельской области России.
Соответствовало административно-территориальной единице в Устьянском районе — Бестужевскому сельсовету.
Административный центр — село Бестужево.

## История
Муниципальное образование было образовано законом от 23 сентября 2004 года.
В сентябре 2022 года Бестужевское сельское поселение и остальные поселения муниципального района были упразднены и преобразованы путём их объединения в Устьянский муниципальный округ.
В 1913 году Бестужевская (Введенская) волость входила в состав Вельского уезда Вологодской губернии.

## Население
| 2006 | 2010  | 2011  | 2012  | 2013  | 2014 | 2015 |
| ---- | ----- | ----- | ----- | ----- | ---- | ---- |
| 1453 | ↘1117 | ↘1113 | ↘1059 | ↘1020 | ↘988 | ↘954 |
| 2016 | 2017  | 2018  | 2019  | 2020  | 2021 |      |
| ↘926 | ↘915  | ↘901  | ↘883  | ↘850  | ↘843 |      |

## Населённые пункты
На территории поселения находились 17 населённых пунктов
| Название        | Тип населённого пункта       |
| --------------- | ---------------------------- |
| Акичкин Починок | деревня                      |
| Аксёновская     | деревня                      |
| Андреев Починок | деревня                      |
| Бережная        | деревня                      |
| Бестужево       | село, административный центр |
| Веригинская     | деревня                      |
| Глубокий        | деревня                      |
| Ивашевская      | деревня                      |
| Набережная      | деревня                      |
| Никитинская     | деревня                      |
| Пестово         | деревня                      |
| Соболевская     | деревня                      |
| Туриха          | деревня                      |
| Фомин Починок   | деревня                      |
| Шалимова        | деревня                      |
| Язовицы         | деревня                      |
| Глубокий        | посёлок                      |

### Карты
- [mapp38.narod.ru/map1/index75.html Топографическая карта P-38-75,76. Россохи]
- [mapp38.narod.ru/map1/index87.html Топографическая карта P-38-87,88. Строевское]